# Segunda República da Coreia do Sul
Segunda República da Coreia do Sul (hangul: 제2공화국; hanja: 第二共和國; rr: Jei Gonghwaguk; MR: Chei Konghwaguk) foi o governo da Coreia do Sul por oito meses de 1960 a 1961. Sucedeu a Primeira República, e foi sucedido pelo governo militar sob o comando do Conselho Supremo de Reconstrução Nacional.

## Fundação
O governo da Primeira República foi derrubado por protestos em massa que deram origem à Revolução de Abril, em abril de 1960. Após a sua queda, o poder foi brevemente possesso por uma administração interna sob comando de Heo Jeong. Novas eleições parlamentares foram levadas a cabo a 29 de julho de 1960. O Partido Democrático, que havia participado da oposição durante a Primeira República, conquistou facilmente o poder e a Segunda República foi estabelecida. A constituição reposta ditou a que a Segunda República tomasse a forma de um sistema de gabinete parlamentar, onde o presidente detinha o poder nominal. Esta foi a primeira e única vez que o governo sul-coreano tomou a forma de um sistema de governo. Yun Bo-seon foi eleito como presidente a 13 de agosto de 1960. O Primeiro-Ministro e Chefe de Estado foi Chang Myon.

## Política

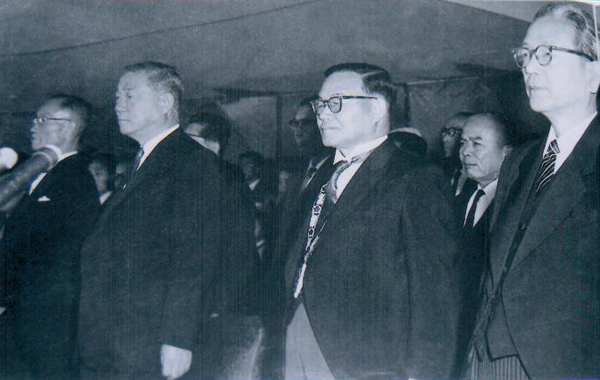
Proclamação da Segunda República da Coreia, da direita: Chang Myon (Primeiro-Ministro), Yun Bo-seon (Presidente da República), Paik Nak-jun (Presidente da Câmara dos Vereadores) e Kwak Sang-hoon (Presidente da Câmara dos Deputados).

A Segunda República, viu o fim das severas restrições da atividade política, que havia sido reprimida pelo anterior regime da Primeira República de Syngman Rhee. Grande parte desta actividade foi da responsabilidade de grupos de esquerda e estudantes, que serviram como peças-chave na derrubada da Primeira República. Essa actividade cresceu rapidamente durante os últimos meses de 1960. Cerca de 2000 concentrações foram realizadas durante os oito meses da Segunda República. Sob pressão da esquerda, o governo de Chang realizou uma série de expurgos de militares e de policiais para expulsar os membros que estiveram envolvidos em actividades antidemocráticas e de corrupção. Uma lei especial para alcançar este efeito foi emitida a 31 de outubro de 1960. 40 mil pessoas foram colocadas sob investigação, destas, mais de 2 200 funcionários do governo e 4 mil policiais foram liberados. Além disso, o governo ponderou reduzir o tamanho do exército em 100 mil, embora este projeto nunca foi executado.

## Economia
Também em termos económicos, o governo teve de lidar com a crescente instabilidade. O governo formulou um plano económico de cinco anos, porém não foi capaz de operá-lo antes de ser derrubado. A Segunda República viu a depreciação do won por mais da metade de seu valor em relação ao dólar, a partir do outono 1960 e na primavera de 1961. O desemprego e os preços grossistas foram também aumentados durante este período.